# З вечора до полудня
З вечора до полудня (рос. С вечера до полудня) — радянський художній двосерійний телефільм 1981 року, знятий на кіностудії «Мосфільм» за однойменною п'єсою Віктора Розова.

## Сюжет
Події двох днів багато що змінили в житті сім'ї письменника Жаркова. Все змішалося в домі Андрія Костянтиновича. Його син Кім тужить за колишньою дружиною, яка виїхала за кордон, онук Альберт чекає зустріч з матір'ю, паралельно розв'язуючи проблеми першого кохання. Дочка Ніна багато років тому намагалася накласти на себе руки через нещасливе кохання до Льови… І ось повертається дружина Кіма, бажаючи забрати сина з собою за кордон. Одночасно з'являється і Льова, який приїхав погостювати на кілька днів… Сам Андрій Костянтинович, великий письменник, який давно не друкується, він довго і болісно пише нікому не потрібний роман. Але життям правлять не вигадані, а реальні пристрасті. Він приходить до серйозної переоцінки своєї творчості й знищує рукопис роману, роботі над яким віддав багато часу і сил…

## У ролях
- Всеволод Санаєв — Андрій Костянтинович Жарков, письменник
- Леонід Філатов — Кім Жарков, син письменника, тренер
- Людмила Савельєва — Ніна Жаркова, дочка письменника
- Наталія Фатєєва — Алла, дружина Кіма
- Едуард Марцевич — Льова Груздєв, колишній наречений Ніни
- Світлана Аманова — Катя
- Сергій Федоров — Альберт, онук письменника
- Андрій Петров — Костянтин Федорович Єгоров, літературний критик

## Знімальна група
- Режисер — Костянтин Худяков
- Сценарист — Віктор Розов
- Оператори — Еміль Гулідов, Валентин Піганов
- Композитор — В'ячеслав Ганелін
- Художник — Борис Бланк